# Eli Whiteside

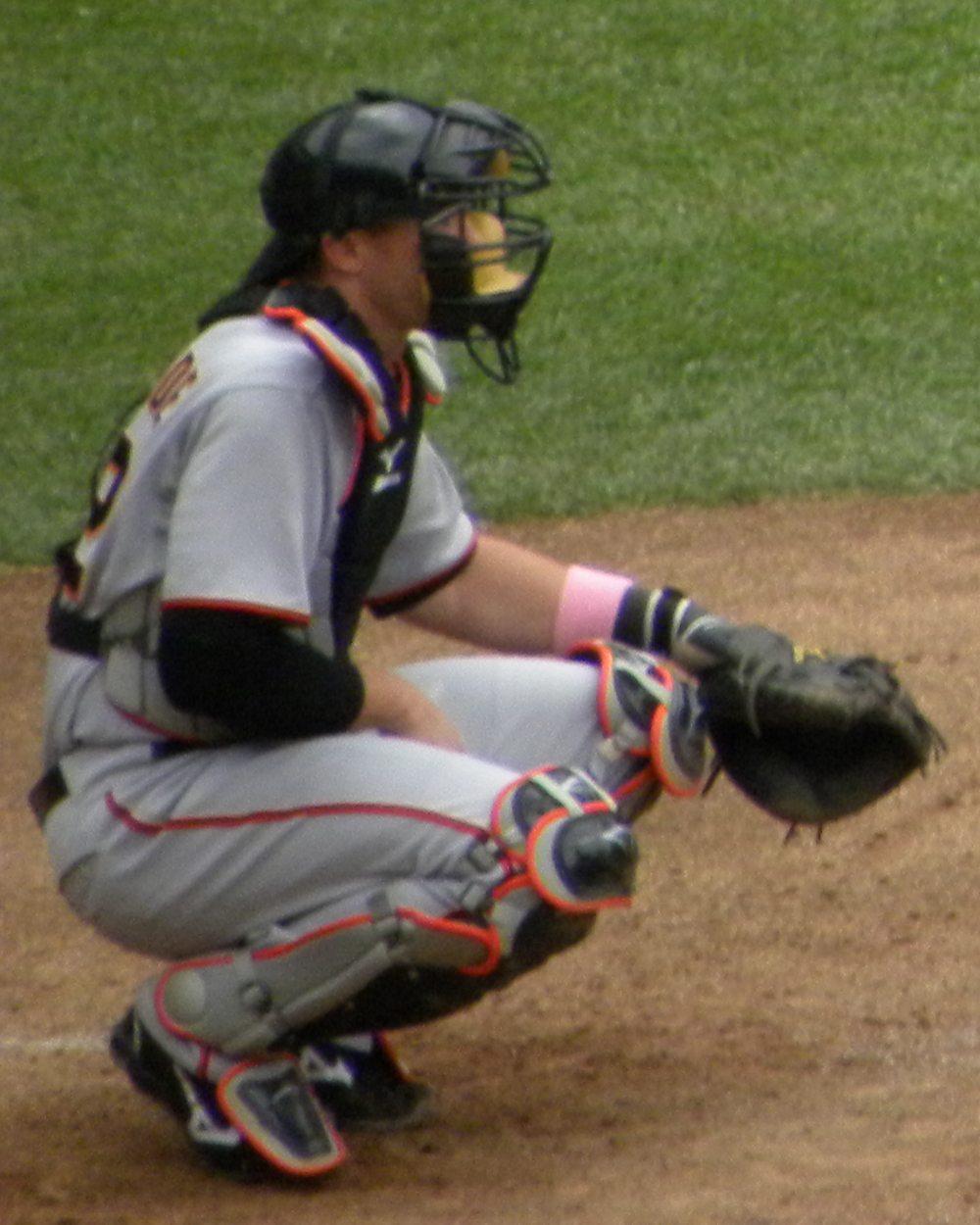

Dustin Eli Whiteside (22 de outubro de 1979) é um jogador profissional de beisebol estadunidense.

## Carreira
Eli Whiteside foi campeão da World Series 2010 jogando pelo San Francisco Giants.